# The Iron Oath
The Iron Oath es un videojuego de rol táctico de 2023 desarrollado por Curious Panda Games y publicado por Humble Games. Los jugadores administran una compañía de mercenarios, completan misiones, participan en combates por turnos y, opcionalmente, pueden seguir una historia principal con temática de venganza. Entró en acceso anticipado en 2022 y está disponible para Windows y macOS.

## Gameplay
Los jugadores dirigen una empresa de mercenarios en un mundo de fantasía. El mundo cambia a medida que pasa el tiempo, como los distintos reinos que se declaran la guerra entre sí o los dragones que atacan ciudades. Los eventos aleatorios también pueden cambiar el mundo y estos eventos pueden ser exclusivos de una región geográfica específica. El viaje se lleva a cabo en un mapa del mundo.
Los mercenarios envejecen a medida que pasa el tiempo y los viejos mercenarios pueden jubilarse. Los jugadores también deben mantener alta la moral y alimentarlos. A medida que adquieren más experiencia, los mercenarios requieren salarios más altos. No pagar a los mercenarios o tomar decisiones con las que no están de acuerdo durante las misiones puede hacer que abandonen permanentemente la compañía de mercenarios. Cada mercenario tiene una clase que les otorga habilidades únicas en un árbol de habilidades.
El combate es táctico y por turnos y sigue el sistema simplificado de la serie remake de XCOM que permite el movimiento y una acción por turno. Los trabajos de mercenarios pueden implicar misiones de escolta simples que no necesariamente implican combate, o misiones con mucho combate que requieren un recorrido por las mazmorras. Las mazmorras se vuelven más difíciles e imponen sanciones más severas a medida que los jugadores pasan más tiempo explorándolas. La misión principal consiste en buscar venganza por una traición, pero puede ignorarse si los jugadores lo desean. Si ignoran estas misiones durante demasiado tiempo, es posible que los jugadores pierdan la posibilidad de realizar un seguimiento de ellas. Utiliza gráficos retro de pixel art.

## Desarrollo
El desarrollador Curious Panda Games tiene su sede en Estados Unidos. recaudó el doble de su objetivo de financiación colectiva de 45.000 dólares en 2017. The Iron Oath entró en acceso anticipado el 19 de abril de 2022. Humble Games lo lanzó para macOS y Windows el 2 de noviembre de 2023.

## Recepción
Rock Paper Shotgun disfrutó de The Iron Oath y dijo que tenía el potencial de ser un gran juego de rol táctico. Sin embargo, tuvieron muchos problemas con la versión de acceso temprano que probaron en abril de 2022. Sintieron que la exploración de las mazmorras era un poco compleja y difícil de entender, y que las mazmorras mismas se hacían arbitrariamente difíciles debido a las sanciones y los límites de tiempo. También sintieron que no había información importante disponible y criticaron la forma en que se presentaba parte de ella. Polygon también revisó The Iron Oath durante su primer mes en acceso temprano. Disfrutaron tener que tomar decisiones difíciles y elogiaron el combate. Sin embargo, no les gustó la interfaz de usuario y esperaban que se trabajara en ella durante su período de acceso temprano.
En comparación con Battle Brothers, PC Gamer dijo que es menos valiente y se centra más en la narrativa. Disfrutaron la historia y lo reactivas que fueron las acciones de los jugadores, y dijeron que el tratamiento ' The Iron Oath de la muerte del personaje como impactante lo hizo así. Sin embargo, dijeron que la versión de acceso anticipado de mayo de 2022 era menos sandbox que Battle Brothers . También criticaron la falta de contenido, que dijeron que era un problema común entre los juegos de acceso temprano. Al mismo tiempo, creían que era muy prometedor y ya resultaba fascinante. RPGFan comparó la historia con Dragon Age: Origins, que postularon como una influencia, y dijo que la exploración de las mazmorras es similar a Darkest Dungeon . Sin embargo, dijeron que fue "muy divertido" y, a partir de mayo de 2022, estaban decididos a seguir su propia dirección. RPGamer, que también revisó el juego en mayo de 2022, elogió la gestión, el combate y la exploración.